# Lavradia elegantissima
Lavradia elegantissima là một loài thực vật có hoa trong họ Ochnaceae. Loài này được (A. St.-Hil.) A. St.-Hil. mô tả khoa học đầu tiên năm 1823.